# Пусанський міжнародний фінансовий центр/Банк Пусана (станція метро)
Пусанський міжнародний фінансовий центр/Банк Пусана (кор. 국제 금융 센터 · 부산 은행) — станція Другої лінії Пусанського метрополітену. Знаходиться в Мунхьон-Доні району Намгу.
Як випливає з назви, Пусанський міжнародний фінансовий центр і головний офіс Банку Пусана знаходяться в безпосередній близькості від станції. На станції заставлено тактильне покриття. До 4 листопада 2014 року станція мала назву «Мунджон».